# Lijst van goochelaars
Dit is een lijst van goochelaars met een artikel op de Nederlandstalige Wikipedia.

## België
- Luc Apers
- Gili
- Jahon
- Klingsor
- Rafael
- Gil Ricardo
- Bodo Spalty
- Kobe Van Herwegen

## Nederland
- Ger Copper (1953–2020)
- Christian Farla
- Hilbert Geerling
- Flip Hallema
- Larette (1889–1943)
- Fred Kaps (1926–1980)
- Hans Kazàn
- Hans Klok
- Herman Koster
- André du Lord
- Magic Unlimited
- Victor Mids
- Niberco (1925–1992)
- George Parker
- Peter Pit (1933–1999)
- Peter Presti (ca. 1915–2008)
- Richard Ross (1946–2001)
- Eddy Schuyer (1913–1999)
- Sittah
- Michel Velleman (artiestennaam Ben Ali Libi) (1895-1943)
- Lodewijk de Widt
- Tommy Wonder (1953–2006)

## Andere landen
- Nicholas Arnst (1991)
- Criss Angel (1967)
- Theo Bamberg (1875–1963)
- David Berglas (1926)
- David Blaine (1973)
- Tommy Cooper (1921–1984)
- David Copperfield (1956)
- Dynamo (1982)
- Uri Geller (1946)
- Harry Houdini (1874–1926)
- Tom Mullica (1948–2016)
- Penn & Teller (1955 & 1948)
- James Randi (1928)
- Siegfried & Roy (1939–2021 & 1944–2020)
- Shin Lim